# Zdenska vas
Zdenska vas je naselje v Občini Dobrepolje.
Je obcestno naselje na ravnini na severnem robu Dobrepolja. Severno od nje se dvigata gozdnati vzpetini Drenovec (595m) in Planina (551m). Skozi kraj pelje cesta Grosuplje-Videm, mimo pa železnica Ljubljana-Kočevje. V bližini je več kraških jam. Svetoantonska jama je bila v času turških vpadov kmečko pribežališče. Leta 1848 so bili tu veliki kmečki nemiri. Podružnica sv. Antona Padovanskega, romarska cerkev na Zdenski Rebri, je bila pozidana v 2. polovici 17. stol. Notranjščino je v sredini 19. stol. poslikal Štefan Šubic. Med 2. svetovno vojno uničen zvonik je bil obnovljen leta 1989.